# Francismar Carioca de Oliveira
Francismar Carioca de Oliveira (* 18. April 1984 in Ubá) ist ein ehemaliger brasilianischer Fußballspieler.

## Karriere
Francismar begann seine Karriere 2005 bei América Mineiro. Von 2005 bis 2006 spielte er beim Erstligisten Cruzeiro EC. 2007 unterschrieb er einen Vertrag beim japanischen Erstligisten Kawasaki Frontale. 2008 wechselte er zu Tokyo Verdy. April 2008 kehrte er nach Brasilien zurück und unterschrieb einen Vertrag beim Zweitligisten AD São Caetano. 2009 wechselte er zu EC Juventude. Danach spielte er bei Náutico Capibaribe, AS Arapiraquense, Boa EC, CR Vasco da Gama, Tombense FC und Boavista SC.